# Isojärvi (Satakunta)
Der Isojärvi ist ein See in der finnischen Landschaft Satakunta. Er ist der größte von insgesamt 31 gleichnamigen finnischen Seen.
Sein südlicher Teil liegt in der Gemeinde Pomarkku, der nördliche Teil gehört zu Siikainen.  
Der 38,82 km² große und 34,8 m hoch gelegene See gehört zum Flusssystem des Karvianjoki.
Der Isojärvi stellt einen so genannten Bifurkationssee dar. Er besitzt zwei Abflüsse.
Der Großteil seines Wassers fließt über den Merikarvianjoki in nördlicher Richtung zum Bottnischen Meerbusen.
Ein kleiner Teil fließt über den Salmusoja zum See Poosjärvi und weiter über die Flüsse 
Poosjoki, Lampinjoki und Pohjajoki zum Bottnischen Meerbusen.  